# Yehudith Birk
Yehudith Birk (hebräisch יהודית בירק; geb. Gershtanski; geboren 30. September 1926 in Grajewo; gestorben 14. Januar 2013) war eine israelische Biochemikerin.

## Leben
Yehudith Gershtanski wurde am 30. September 1926 in der polnischen Stadt Grajewo geboren als das einzige Kind eines Kaufmanns und einer Buchhalterin.
Die Familie wanderte 1935 in das britische Völkerbundsmandatgebiet Palästina aus und lebte in Tel Aviv. Nach einem einjährigen Aufenthalt in der von der Kibbuzbewegung gegründeten Turm-und-Palisaden-Siedlung Alonim begann Yehudith 1945 ein Studium der Biologie und Chemie mit Schwerpunkt Biochemie und Mikrobiologie an der Hebräischen Universität Jerusalem, das sie im Dezember 1950 mit dem Grad Master of Science (M.Sc.) abschloss. In den Jahren 1948/49 unterbrach sie ihr Studium und diente während des Israelischen Unabhängigkeitskriegs im wissenschaftlichen Korps der Israelischen Verteidigungsstreitkräfte. Nach einem Promotionsstudium, mit Aharon Bondi als Betreuer, an der agrarwissenschaftlichen Fakultät der Hebräischen Universität Jerusalem, die ihren Sitz in Rechovot hat, erwarb sie 1954 den Doktorgrad Ph.D.
Bei einem Forschungsaufenthalt 1955/56 an der Rutgers University im US-Bundesstaat New Jersey arbeitete sie im Labor des Nobelpreisträgers Selman Abraham Waksman. In den USA schlug sie mehrere Angebote aus und kehrte an die agrarwissenschaftliche Fakultät der Hebräischen Universität zurück. Dort lehrte sie ab 1962 als Senior Lecturer, ab 1966 als Associate Professor und ab 1970 als Full Professor. Von 1977 bis 1980 leitete sie als Dekanin diese Fakultät. Von 1990 bis 1995 war Birk Prorektorin der Hebräischen Universität. An mehreren Universitäten in den USA sowie 1995 an der Lincoln University (Neuseeland) lehrte sie als Gastprofessorin.
Sie war mit dem Physiker Meir Birk (1924–2000) verheiratet. Ihre beiden Söhne wurden 1953 und 1957 geboren. Die Familie lebte in Rechovot. Mit ihrem späteren Ehemann war sie bereits im Alter von neun Jahren befreundet gewesen.

## Werk
Ein Forschungsschwerpunkt von Birk waren die Proteine der Sojabohne. Sie fand einen Proteaseinhibitor der Sojabohne mit 78 Aminosäuren, der als Bowman-Birk-Inhibitor (BBI) bekannt wurde. Ihre Arbeiten fanden nicht nur im Bereich der Landwirtschaft Anwendung, sondern auch bei der Entwicklung von Krebs-Medikamenten.

## Auszeichnungen
- 1978: Rothschild-Preis[1]
- 1993: Ernennung zum Mitglied der Israelischen Akademie der Wissenschaften[1]
- 1998: Israel-Preis für ihre Leistungen im Bereich Landwirtschaft[1]
- 2004: Wahl zum Mitglied der Europäischen Akademie der Wissenschaften und Künste[1]
- Der Bowman-Birk-Inhibitor wurde nach Donald Bowman und Yehudith Birk benannt.[5]
- In Rechovot wurde eine Straße nach  Yehudith Birk benannt.[2]

## Werke (Überblick)
- Plant Protease Inhibitors, Springer-Verlag Berlin 2003, ISBN 978-3-540-00118-8
- Purification and some properties of a highly active Inhibitor of trypsin and α-chymotryotrypsin from soybeans. In: Biochimica et Biophysica Acta. 54, 1961, S. 378–381.
- Die Datenbank des National Center for Biotechnology Information enthält 93 Fachveröffentlichungen mit Beteiligung von Yehudith Birk.[6]
- Das Forscher-Netzwerk Researchgate listet 159 Fachveröffentlichungen mit ihrer Beteiligung auf.[7]